# ベンジャミン・バサースト (1692年生の政治家)
ベンジャミン・バサースト（英語: Benjamin Bathurst FRS、1692年6月25日洗礼 – 1767年11月5日）は、グレートブリテン王国の政治家。1713年から1727年と1728年から1767年まで庶民院議員を務めた。合計で50年以上議員を務めたにもかかわらず、議会で演説した記録はなかった。初代バサースト伯爵アレン・バサーストと庶民院議員ピーター・バサーストは兄にあたる。

## 生涯
サー・ベンジャミン・バサースト（1639年頃 – 1704年）とフランシス・アプスリー（1653年 – 1727年、アレン・アプスリーの娘）の息子として生まれ、1692年6月25日に洗礼を受けた。初代バサースト伯爵アレン・バサーストと庶民院議員ピーター・バサーストは兄にあたる。父がアン王女（後のアン女王）の廷臣だったため、兄ピーターとともにアンの息子グロスター公ウィリアムの遊び仲間として宮廷に招かれた。1699年よりイートン・カレッジで教育を受けた後、1708年6月30日にオックスフォード大学トリニティ・カレッジに入学した。1704年に父が死去すると、リドニーとミックスベリーにある邸宅を相続した。
1713年イギリス総選挙でサイレンセスター選挙区から出馬、兄アレンの影響力により得票数2位（353票）で当選した。バサースト家はトーリー党の家系であり、ベンジャミンもトーリー党に属したが、リチャード・スティールの議会追放をめぐってはホイッグ党に同調して反対票を投じた。1715年イギリス総選挙と1722年イギリス総選挙では無投票で再選した。ジョージ2世即位後の1727年イギリス総選挙では兄アレンが伯爵への叙爵を望み、ベンジャミンの代わりにもう1人の兄弟ピーターを出馬させたが、アレンは代わりとしてベンジャミンをグロスター選挙区から出馬させた。ホイッグ党の支配するグロスターの地方自治体は自由市民（freeman）を大幅に増やしてホイッグ党候補への投票を増やそうとしたが、結果は候補者4名の票数が全員900票台（ベンジャミンは944票で得票数1位）だったため、4人全員の当選が宣告された（いわゆるdouble return）。これにより選挙の行方は庶民院に委ねられたが、ここで妥協がなされ、トーリー党とホイッグ党が1候補ずつ当選するという結果になった。このときはバサーストがトーリー党候補として、チャールズ・セルウィンがホイッグ党候補として当選した。1734年イギリス総選挙では妥協が続き、チャールズ・セルウィンの代わりにその兄ジョン・セルウィンが当選、バサーストは905票（得票数2位）で再選した。1741年イギリス総選挙ではバサーストがはじめ869票（得票数3位）だったが、再集計の結果は869票（得票数2位）になり、無事再選を果たし、1747年イギリス総選挙では無投票で再選した。1754年イギリス総選挙ではグロスター選挙区から出馬せず、代わりに第4代ボーフォート公爵チャールズ・サマセットの支持を受けてモンマス・バラ選挙区から出馬、無投票で当選した。1761年イギリス総選挙でも無投票で再選した。1754年までは常に野党に同調して投票し、ビュート伯爵内閣期（1762年 – 1763年）に七年戦争予備講和条約に投票せず、グレンヴィル内閣期（1763年 – 1765年）に一般逮捕状（general warrant）に関する採決で野党に同調して投票、第1次ロッキンガム侯爵内閣（1765年 – 1766年）では印紙法廃止をめぐる採決で投票しなかった。合計で50年以上議員を務めたにもかかわらず、議会で演説した記録はなかった。
1731年12月9日、王立協会フェローに選出された。
1767年11月5日に死去した。

## 家族
1713年12月17日、フィネッタ・プール（Finetta Poole、1738年2月27日没、ヘンリー・プールの娘）と結婚、22子をもうけた。
- トマス（1725年 – 1791年11月9日） - アン・ファザカリー（Anne Fazakerly、トマス・ファザカリーの娘）と結婚[10]
- プール（Poole、1725年以降 – 1804年5月5日） - 子供なし[10]
- アン - 1752年1月25日、チャールズ・ブラッグ（Charles Bragge）と結婚、子供あり[11]

1741年10月22日、キャサリン・ウィットフィールド（Catherine Whitfield、1794年没、ローレンス・ブロドリックの娘、ウィリアム・ウィットフィールドの未亡人）と再婚、14子をもうけた。
- ヘンリー（英語版）（1744年10月15日洗礼 – 1837年4月5日） - 聖職者[12]